# Patricia Loran
Patricia Loran (nombre artístico de Encarnación García), (Granada; 1946) es una actriz española que participó en una decena de películas, entre las décadas de 1960 y 1970.

## Filmografía completa
- El castigador (1965)
- Muerte en primavera (1965)
- Tumba para un forajido (1965)
- Río maldito (1965)
- Su nombre es Daphne (1966)
- Amor en el aire (1967)
- El vampiro de la autopista (1970)
- Jack, el destripador de Londres (1971)
- Los crímenes de Petiot (1973)
- Siete chacales (1974)